# Olios rufus
Olios rufus là một loài nhện trong họ Sparassidae.
Loài này thuộc chi Olios. Olios rufus được Eugen von Keyserling miêu tả năm 1880.